# Wendell (Idaho)
Wendell is een plaats (city) in de Amerikaanse staat Idaho, en valt bestuurlijk gezien onder Gooding County.

## Demografie
Bij de volkstelling in 2000 werd het aantal inwoners vastgesteld op 2338.
In 2006 is het aantal inwoners door het United States Census Bureau geschat op 2438, een stijging van 100 (4,3%).

## Geografie
Volgens het United States Census Bureau beslaat de plaats een oppervlakte van
2,9 km², geheel bestaande uit land.

## Plaatsen in de nabije omgeving
De onderstaande figuur toont nabijgelegen plaatsen in een straal van 28 km rond Wendell.